# マシュー・リークロイ

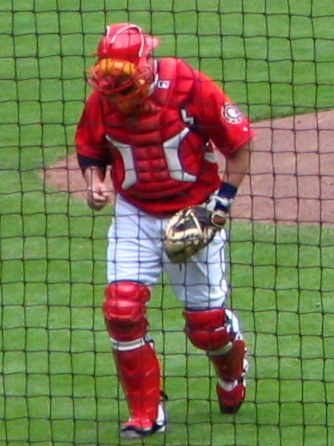
マシュー・リークロイ

マシュー・ハンクス・リークロイ（Matthew Hanks LeCroy , 1975年12月13日 - ）は、アメリカ合衆国サウスカロライナ州ベルトン出身の元プロ野球選手（捕手、一塁手）。右投右打。

## 経歴

### 現役時代
クレムゾン大学在学中の1996年にアトランタオリンピックの野球アメリカ合衆国代表として出場。
1997年のMLBドラフト1巡目追補（全体50位）でミネソタ・ツインズに指名され、プロ入り。
1999年7月から8月に開催されたウィニペグパンアメリカン競技大会の野球アメリカ合衆国代表に選出された。
2000年4月3日にメジャーデビュー。この年から2002年まではツインズとAAA級を行き来する。正捕手争いの中、一塁手や指名打者として出場することもあった。なお、この年以降は一塁手や指名打者の出場がメインとなった。
2003年には、自己最多の107試合に出場し、打率.287・17本塁打・64打点とキャリアハイの成績を残した。
2005年は101試合に出場し、自己最多タイの17本塁打を記録したが、シーズンオフにはツインズから放出された。
その後、ワシントン・ナショナルズとマイナー契約を結んだ。
2006年5月5日のヒューストン・アストロズ戦では、正捕手ブライアン・シュナイダーと二番手捕手ウィキ・ゴンザレスが故障したため、自身も膝の骨棘に悩まされながらも、試合に出場した。しかし、7回までに6盗塁を許し、2つもエラーを記録したため、ロバート・フィックと交代させられた。6月18日にDFAとなった。
2007年はナショナルズ傘下のマイナーチームの監督のオファーを蹴って、古巣・ツインズとマイナー契約を結んだ。
このシーズンはAAA級ロチェスター・レッドウイングスにて指名打者としてプレーしていた。チームの第四捕手のホセ・モラレスが故障したため9月9日にメジャー昇格するが、シーズンオフにFAとなる。
2008年2月15日にオークランド・アスレチックスとマイナー契約をするも、3月16日には放出される。
4月からは、アトランティック・リーグ・ランカスター・バーンストーマーズでプレーした。同年シーズン終了後に現役引退。

### 引退後
2008年11月にナショナルズ傘下のA級ヘイガーズタウン・サンズの監督に就任する。
2011年はA+級ポトマック・ナショナルズの監督、2012年はAA級ハリスバーグ・セネターズの監督を務めた。
2013年11月に2014年シーズンからナショナルズのブルペンコーチに就任することが発表され、2015年まで務めた。
2016年から2019年までは再びAA級ハリスバーグの監督を務めた。
2021年からはAAA級ロチェスター・レッドウイングスの監督に就任。

## 選手としての特徴
公表されている身長と体重を見ても分かる通り、やや太っており、レスラーのような体格。そのため、足が遅く、2005年シーズンは101試合に出場し、二塁打を5本しか打っていない。
かなりのパワーヒッターで、フルシーズン出場すれば25本前後の本塁打を期待出来る。しかし、右投手を打てない傾向があるため、左投手の時だけスタメンで出場することが多い。また、逆方向へ本塁打を打つのが上手い選手としても知られている。
なお、ツインズの選手としてサヨナラ満塁本塁打を放ったことのある数少ない選手の一人である。

## 詳細成績

### 年度別打撃成績
| 年 度     | 球 団     | 試 合 | 打 席 | 打 数 | 得 点 | 安 打 | 二 塁 打 | 三 塁 打 | 本 塁 打 | 塁 打 | 打 点 | 盗 塁 | 盗 塁 死 | 犠 打 | 犠 飛 | 四 球 | 敬 遠 | 死 球 | 三 振 | 併 殺 打 | 打 率 | 出 塁 率 | 長 打 率 | O P S |
| --------- | --------- | ----- | ----- | ----- | ----- | ----- | -------- | -------- | -------- | ----- | ----- | ----- | -------- | ----- | ----- | ----- | ----- | ----- | ----- | -------- | ----- | -------- | -------- | ----- |
| 2000      | MIN       | 56    | 190   | 167   | 18    | 29    | 10       | 0        | 5        | 54    | 17    | 0     | 0        | 1     | 3     | 17    | 2     | 2     | 38    | 6        | .174  | .254     | .323     | .577  |
| 2001      | MIN       | 15    | 42    | 40    | 6     | 17    | 5        | 0        | 3        | 31    | 12    | 0     | 1        | 0     | 1     | 0     | 0     | 1     | 8     | 0        | .425  | .429     | .775     | 1.204 |
| 2002      | MIN       | 63    | 196   | 181   | 19    | 47    | 11       | 1        | 7        | 81    | 27    | 0     | 2        | 0     | 2     | 13    | 1     | 0     | 38    | 5        | .260  | .306     | .448     | .754  |
| 2003      | MIN       | 107   | 374   | 345   | 39    | 99    | 19       | 0        | 17       | 169   | 64    | 0     | 1        | 0     | 0     | 25    | 1     | 4     | 82    | 8        | .287  | .342     | .490     | .832  |
| 2004      | MIN       | 88    | 287   | 264   | 25    | 71    | 14       | 0        | 9        | 112   | 39    | 0     | 0        | 0     | 2     | 16    | 0     | 5     | 60    | 7        | .269  | .321     | .424     | .745  |
| 2005      | MIN       | 101   | 350   | 304   | 33    | 79    | 5        | 0        | 17       | 135   | 50    | 0     | 0        | 0     | 1     | 41    | 2     | 4     | 85    | 7        | .260  | .354     | .444     | .798  |
| 2006      | WAS       | 39    | 80    | 67    | 5     | 16    | 3        | 0        | 2        | 25    | 9     | 0     | 0        | 0     | 1     | 11    | 0     | 1     | 17    | 2        | .239  | .350     | .373     | .723  |
| 2007      | MIN       | 7     | 20    | 20    | 1     | 3     | 1        | 0        | 0        | 4     | 0     | 0     | 0        | 0     | 0     | 0     | 0     | 0     | 4     | 1        | .150  | .150     | .200     | .350  |
| 通算：8年 | 通算：8年 | 476   | 1539  | 1388  | 146   | 361   | 68       | 1        | 60       | 611   | 218   | 0     | 4        | 1     | 10    | 123   | 6     | 17    | 332   | 36       | .260  | .326     | .440     | .766  |

### 背番号
- 24（2000年 - 2005年、2014年 - 2015年）
- 18（2006年）
- 23（2007年）

### 代表歴
- 1996年アトランタオリンピックの野球競技・アメリカ合衆国代表
- 1999年パンアメリカン競技大会野球アメリカ合衆国代表